# Гизельдон
Гизельдо́н (осет. Джызӕлдон) — река в Северной Осетии, приток Ардона. Впадает в Ардон в 0,2 км от впадения Ардона в Терек, поэтому часто упоминается как левый приток Терека. Длина реки — 80 км. Площадь водосбора — 604 км². Имеет ледниково-снеговое питание, половодье на реке наблюдается весной и в начале лета.
У села Кобан на реке сооружена Гизельдонская ГЭС, гидроагрегаты которой работают при расчётном напоре 289 м, что является одним из самых больших в России расчётных перепадов между бьефами гидроузлов.

## Притоки
(расстояние от устья)
- 12 км: река Чёрная
- 50 км: река Геналдон

## Данные водного реестра
По данным государственного водного реестра России относится к Западно-Каспийскому бассейновому округу, водохозяйственный участок реки — Ардон, речной подбассейн у реки отсутствует. Речной бассейн реки — реки бассейна Каспийского моря междуречья Терека и Волги.
По данным геоинформационной системы водохозяйственного районирования территории РФ, подготовленной Федеральным агентством водных ресурсов:
- Код водного объекта в государственном водном реестре — 07020000112108200003504
- Код по гидрологической изученности (ГИ) — 108200350
- Код бассейна — 07.02.00.001
- Номер тома по ГИ — 08
- Выпуск по ГИ — 2